# 共青村 (頓涅茨克州)
卡利米烏斯凱（烏克蘭語：Кальміуське，羅馬化：Kalmiuske，發音：[ˈkalʲmʲiʊsʲke] ⓘ），俄罗斯當局称共青村（羅馬化：Komsomol'skoye），是乌克兰顿涅茨克州卡利米烏斯凱區卡利米烏斯凱市鎮内的城市及该市镇的行政中心，2014年起事实上由俄方占領，其劃為“頓涅茨克人民共和國”舊貝舍韋區的一部分。該市距離首府頓涅茨克42公里，始建於1933年，面積11.9平方公里，海拔高度72米，2022年人口数量为11,422人。

## 城市名称
2016年5月，乌克兰最高拉达根据去共化法律拟定将该市改为现名。但由於乌克兰政府未实际管辖该市，因此新名字并未得到当地政府的认可和使用。

## 历史
2014年4月中旬，顿巴斯亲俄武装占领了该市。4月29日，乌克兰军队从亲俄武装手中夺回该市。但8月亲俄武装再次进入该市，并确认在8月31日已完全控制该市。

## 图集

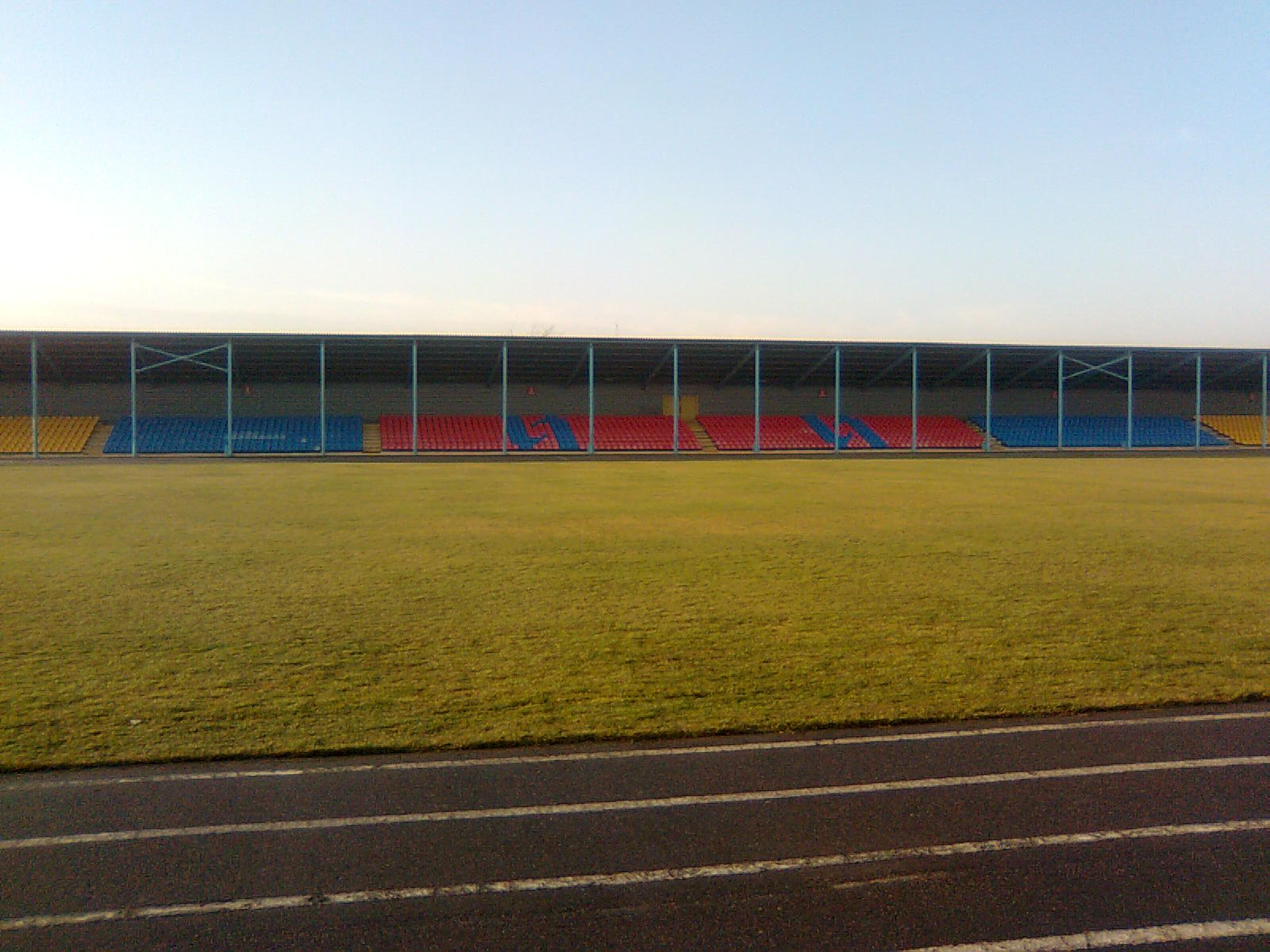